# Franciaországi Ágnes burgundi hercegné
Franciaországi Ágnes (1260 k. – 1325. december 29.) II. Róbert burgundi herceg felesége, IX. (Szent) Lajos francia király és Provence-i Margit legkisebb gyermeke, X. (Civakodó) Lajos és VI. Fülöp anyósa, II. Johanna
navarrai uralkodónő nagyanyja volt.
1279-ben ment feleségül Róberthez, aki Burgundia mellett névleg a Thesszalonikéi Királyság ura is volt. Összesen kilenc gyermeke született, akik felett Ágnes férje 1306-os halálakor átvette a gyámságot. Ágnes a lehető legjobb házasságokat igyekezett megszervezni lányainak, ezáltal lett 1305-ben Szép Fülöp király legidősebb fiának anyósa, majd 1313-ban a király unokaöccsével, a későbbi VI. Fülöppel is ilyen viszonyba került. A hercegség régenseként szigorúan érvényt szerzett az uralkodó zsidókat sújtó rendelkezéseinek.
Amikor legidősebb fia, V. Hugó elérte a felnőttkort, Ágnes visszakövetelte hajdan férjének adott, 10 000 livre értékű hozományát és annak kamatait, egyébként továbbra is jelentős szerepet vállalt a Burgundi Hercegség irányításában. A helyzet 1315-ben sem változott, amikor második fia, IV. Eudes vette át elhalt bátyja helyét.
1316-ban, Civakodó Lajos és Utószülött János halálakor síkra szállt a király és Burgundi Margit kétségbe vont származású lányának, Johannának az örökösödési jogaiért, aminek érdekében még Champagne nemességét is megpróbálta fellázítani.
A hercegné sok időt és energiát szentelt szentté avatott atyja emléke ápolásának. Ő birtokolta Szent Lajos zsoltároskönyvét, és a dijoni Sainte-Chapelle-hez külön, róla elnevezett kápolnát építtetett. A férje mellé, Cîteaux-ban temették el.

## Házasság, utódok
- Jean (1279 – 1283)
- Marguerite (1285 – ?), gyermekként halt meg
- Blanche (1288 – 1348), 1307-től I. (Szabados) Édouard savoyai gróf felesége
- Burgundi Margit (1290 – 1315), 1305-ben ment feleségül Civakodó Lajos navarrai, 1314-től francia királyhoz. Férje trónra lépése előtt röviddel a Nesle-torony-botrány főbűnöseként a Château-Gaillard-ba zárták, ahol valószínűleg meggyilkolták
- Burgundi (Sánta) Johanna (1293 k. – 1348), 1313-tól Philippe de Valois (1293 – 1350), Maine, Valois és Anjou grófjának, később Franciaország királyának felesége
- V. Hugó (1294 – 1315), Burgundia hercege
- IV. Eudes (1295 – 1349), Burgundia hercege
- Marie, (1298 k. – ?), 1310-től I. Édouard, Bar grófjának felesége
- Louis (1297 – 1316), névleges thesszáliai király,
- Robert (1302 – 1334), Jeanne de Châlon férje, aki később Tonnerre grófnője lett

1. ↑  Leo van de Pas: Genealogics (angol nyelven), 2003 (Hozzáférés: 2017. október 9.)
2. ↑  Darryl Roger Lundy: The Peerage (angol nyelven). (Hozzáférés: 2017. október 9.)